# Assistente virtual inteligente
Um assistente pessoal inteligente é um agente de software que pode realizar tarefas ou serviços para um indivíduo. Essas tarefas ou serviços são baseados na entrada do usuário, geolocalização, e a capacidade de acessar informações de uma variedade de fontes on-line, tais como condições meteorológicas e de trânsito, notícias, os preços das ações, horários de usuários, entre outros. Exemplos de assistentes virtuais inteligentes são a Alexa, Siri, Google Assistant e Microsoft Cortana.
Se trata de um sistema que acessa um banco de dados e, com grande velocidade, gera uma resposta. O que facilita e agiliza na obtenção de informações para usuários do Assistente Virtual. Além disso, os Assistentes Virtuais são capazes, por meio de Inteligência Artificial, de optimizar o banco de dados ao reconhecer mais perguntas e respostas com o passar do tempo. Portanto, desde o inicio do avanço exponencial de diversas áreas da ciência da computação e por meio de sua combinação, nas ultimas décadas. Os Assistentes Virtuais vem ganhando grande espaço.

## História
O primeiro aparelho tecnológico com capacidade de reconhecimento de voz foi um brinquedo chamado Radio Rex, lançado na década de 1920, Rex era um cão de brinquedo que se movia (por meio de uma mola) quando a mola era liberada pela energia acústica de 500 Hz. Como 500 Hertz é aproximadamente a primeira vogal [eh] em "Rex", o cão se movia quando era chamado.

## Surgimento
Os Assistentes Virtuais surgiram a partir do resultado da evolução e combinação de diversas áreas da ciência da computação, dentre elas, destacam-se:
- Inteligência Artificial: Permite que o recurso exiba características similares à inteligência humana, permitindo o aprendizado e a optimização do serviço prestado por ele.
- Processamento de Linguagem Natural: Permite que os usuários possam usar a linguagem natural, humana, para se comunicarem com os assistentes.
- Banco de Dados: Permite que a máquina armazene e recupere grandes volumes de informações.
- Redes de comunicação de dados: Permite que os Assistentes Virtuais estejam nas páginas a serem acessadas, com computadores pessoais, tablets e smarthphones.

## Aplicações
Os Assistentes Virtuais Podem ser submetidos às mais variadas aplicações. Dentre elas estão algumas e suas respectivas características:
| Aplicações          | Funcionalidades | Exemplos     |
| ------------------- | --- | ------------ |
| Saúde e bem estar   | Em sintonia com os dados do consumidor, os Assistentes virtuais podem indicar opções de dieta, exercícios e hábitos de consumo que levam a uma vida mais saudável. Além disso pode recomendar profissionais da saúde que mais se adequam a condição do consumidor.                                                            | Healthyotta  |
| Turismo             | Os Assistentes Virtuais podem, pela preferencia do consumidor, ajudar a encontrar os melhores pacotes turísticos e esclarecer dúvidas sobre documentos e requisitos para cada tipo de roteiro. Podem também informar os horários de chegada e saída dos mais variados tipos de transporte, as condições de tráfego e o clima. | Catarina     |
| Educação            | Essa aplicação permite que alunos, por meio do E-learning, possam tirar dúvidas e serem direcionados, por Assistentes Virtuais, nos estudos. Esses Assistentes adquirem conhecimento sobre as melhores opções de direcionamento e respostas conforme sua utilização.                                                          | Tutor Mike   |
| Finanças            | Nesse caso, os Assistentes Virtuais ajudam a esclarecer duvidas acerca de opções de investimento e procuram selecionar a melhor opção possível para usuários. Também podem auxiliar o usuário a economizar em suas finanças.                                                                                                  | Trim         |
| Comércio eletrônico | Na compra e venda pela internet, além de diminuírem as dúvidas, sobre as características do produto, os assistentes virtuais podem auxiliar nos processos de venda, apresentando as promoções mais adequadas ao perfil do cliente.                                                                                            | Argomall     |
| Medicina            | Capazes de assimilar grandes bancos de dados em sua memória, os Assistentes Virtuais podem tirar dúvidas de médicos e pacientes sobre questões relacionadas a indicações e restrições para exames e medicamentos. | Safedrugbot  |
| Auxílio Doméstico   | Os Assistentes Virtuais também podem ajudar na realização de certas tarefas domésticas, podendo conceder instruções de receitas e controlar certos eletrodomésticos que possuem integração com o assistente. | Amazon Alexa |

## Interação
Os Assistentes Virtuais Inteligentes são sistemas que aprendem cada vez mais por meio de interações com o cliente, tornando seu atendimento mais eficaz e resolvendo os problemas dos usuários com maior facilidade. Logo, esses sistemas ficam em constante evolução e buscam sempre uma forma mais humanizada de ajudar.
Assistentes virtuais fazem uso do processamento de linguagem natural para reconhecer o comando de voz e realizar um comando válido. Isso faz com que o atendimento aos consumidores seja mais personalizado podendo, por exemplo, encontrar erros gramaticais e a partir da interpretação desse erros oferecer uma resposta satisfatória ao usuário do assistente.
É possível interagir com um assistente pessoal inteligente via texto ou via voz. A voz é reconhecida por um comando padrão, como "E aí Siri" para a assistente virtual Siri, ou "OK, Google" para aplicações da Google.
Para que a interação entre os assistentes de voz e seus usuários ocorra em sua plenitude é necessária uma boa conexão à internet. De preferência, o dispositivo utilizado precisa estar conectado com uma rede Wi-Fi ou com uma conexão de dados móveis de qualidade e confiança. Sem internet, os benefícios que um assistente proporciona ficam indisponíveis e seus usuários são obrigados a resolverem seus problemas de outra maneira.

## Serviços
Há alguns anos atrás a existência de assistentes virtuais era vista como algo muito futurista e difícil de se alcançar. Apesar de ter muito o que melhorar com mais avanços, essa tecnologia já é implementada em atividades triviais e já começa a mostrar seu potencial.
A Siri do IOS e a Google assistente do android, por exemplo, oferecem diversos tipos de serviços e podem ser consultadas por uma vasta quantidade de assuntos. A Siri envia e-mails, manda mensagens, mostra a previsão do tempo, etc. Já o Google Assistente é mais voltado para pesquisas, dicas, ativação de alarme, criação de eventos, entre outras coisas. Esses dois exemplos possuem muitas características em comum e ajudam seus usuários no que é possível.
Assistentes pessoais inteligentes são integrados com um ecossistema de aplicativos, dando preferência para serviços da própria empresa. Caso o usuário desejasse informações sobre uma localização, por exemplo, a Siri irá priorizar o uso do Apple Maps, enquanto o Google Assistant usará o Google Maps. Também há integração com serviços de terceiros, como Spotify, WolframAlpha e weather.com.

## Tipos de Assistente
Os assistentes virtuais inteligentes disponíveis no mercado podem ser classificados por tipos que variam conforme os atributos que cada um possui, podendo ser classificados conforme:

### Comportamento
Passivos: Se apresentam para o cliente apenas quando este solicita ajuda.
Dinâmicos: Se apresentam ao cliente assim que ele se torna ativo no sistema, isto é: Entram no site, ligam o tablet, acionam o smartphone, etc.
Dinâmicos com Gatilho: Se apresentam quando o cliente aparenta, atraves do seu comportamento, necessitar de ajuda. Por exemplo após multiplas tentativas falhas de fornecer uma senha para uma página especifica ou quando o cliente retorna muitas vezes a mesma página sem motivo aparente.

### Propósito
Gerais: Auxiliam o cliente interagindo com ele sobre assuntos gerais, como por exemplo sobre notícias que estão sendo publicadas nos meios de comunicação.
Especializados: Auxiliam o cliente com interações sobre assuntos específicos, como por exemplo sobre como comprar em um site ou em aconselhamento financeiro. 

### Observação
Proativos: São capazes de observar o comportamento do cliente para no momento adequado sugerir uma consulta a uma lista de assuntos adicionais(um "saiba mais") que julga ser interessante para o cliente.
Reativos: Limitam-se apenas a responder as questões que lhe foram apresentadas.

### Apresentação
Com Avatar: Se apresentam personificados na forma de uma imagem, normalmente na forma de uma figura humana ou um robô.
Sem Avatar: Não usam personificação em imagens. Se apresentam normalmente como uma caixa de diálogo com mensagens do tipo: "Como posso ajudar?"

### Comunicação
Sociáveis: O Assistente se mostra atencioso e cortês, demonstrando certa preocupação com as informações que oferece.
Indiferentes: O Assistente responde as questões de forma mecânica e indiferente ao nível da informação.

### Integração
Integrados: São capazes de acessar os sistemas de informação corporativos para fornecer informações ao cliente. Também podem usar os dados fornecidos pelo cliente para atualizar as informações contidas nesse sistema.
Não Integrados: Não são capazes de acessar os Sistemas de Informação e por isso são mais limitados nas informações que podem fornecer ao cliente.

## Vantagens de Mercado
Existem algumas empresas que utilizam de Assistente Virtual Inteligente e de Chatbots no relacionamento com seus clientes, como as já citadas Google e Apple, a Amazon e recentemente a brasileira Bradesco com assistente virtual chamada de BIA (Bradesco Inteligência Artificial). O objetivo é otimizar o tempo e a qualidade de atendimento, já que os programas conseguem pesquisar, filtrar e analisar dados de forma muito mais veloz e precisa do que um ser humano faria, gerando assim uma resposta mais rápida e mais próxima à que o cliente ou usuário está buscando.
O mundo dos negócios, e empresarial está aproveitando bem o desenvolvimento dessas tecnologias, aliando-as aos processos internos e à exigência dos novos consumidores que estão emergindo. E há diversas vantagens no uso dos Assistentes Virtuais no mercado e nas empresas.

### Redução de custos
Consumidores estão se tornando hoje cada vez mais exigentes e participativos, fazendo com que as empresas se dediquem mais aos sistemas de atendimento ao cliente. Para isso, são necessários contratações, treinamento, horas extras, equipamentos e sistemas e etc.
Pelo fato dos assistentes virtuais poderem responder a incontáveis questões, e até resolver alguns tipos de problemas técnicos, as empresas optam por seu uso para assim reduzir os custos operacionais voltados ao atendimento, e podendo investir os mesmos recursos em outras áreas de importância no funcionamento da companhia. 

### Qualidade de atendimento
O assistente virtual melhora sua performance e produtividade estudando as preferências do usuário, como suas principais buscas e requisições, seu histórico de atividades e etc. através de tecnologias de Inteligência Artificial, como Aprendizado de Máquina e Mineração de dados. Algo que garante ao consumidor um atendimento de mais qualidade todos os dias.
A multiplicidade de canais potencializa essa personalização, e aumenta a disponibilidade e a possibilidade de coletar dados, que sincronizam os algoritmos e a rotina dos usuários. Os assistentes virtuais já estão em vários aparelhos, tais como: PCs, tablets, smartphones, televisores, caixas de som inteligentes e eletrodomésticos. Mesmo com essa multiplicidade, os dados ficam centralizados, o que permite seu aperfeiçoamento.

### Praticidade
Os assistentes trazem ao atendimento muita praticidade com qualidade pelo velocidade e exatidão com que realizam as buscas e organizam as soluções para entregar ao consumidor como resposta. Isso também ajuda as empresas a fidelizarem seus clientes, uma vez que as chances dos mesmos saírem com suas necessidades atendidas ou dúvidas sanadas é grande no uso dos assistentes virtuais e assistentes técnicos virtuais. 